# داني بات
داني بات (بالإنجليزية: Danny Pate)‏ مواليد 23 مارس 1979 في كولورادو سبرينغس، الولايات المتحدة، هو دراج أمريكي في صنف سباق الدراجات على الطريق. سبق أن شارك في دورة الألعاب الأولمبية الصيفية.

## الميداليات
| الميدالية | المسابقة                       |
| --------- | ------------------------------ |
| برونزية   | الألعاب الأولمبية الصيفية 1992 |

## روابط خارجية
- داني بات على موقع الاتحاد الدولي للدراجات (الإنجليزية)
- داني بات على موقع أرشيف الدراجات (الإنجليزية)
- داني بات على موقع إحصائيات الدراجات الإحترافية (الإنجليزية)
- داني بات على موقع نسبة الدراجات (الإنجليزية)
- داني بات على موقع CycleBase (الإنجليزية)